# Meru South District
Der Meru South District war ein Bezirk in der Provinz Eastern in Kenia. Die Hauptstadt war Chuka. Im Distrikt lebten 1999 205.451 Menschen auf 1093 km². Meru South District war in die fünf Divisionen Mwimbi, Muthambi, Chuka, Magumoni und Igamba Ng’ombe aufgeteilt. Bis 1997 gehörte das Gebiet zum damaligen Tharaka Nithi District. Im Jahr 2000 lebten 72 % der Einwohner unterhalb der Armutsgrenze.
Im Rahmen der Verfassung von 2010 wurden die kenianischen Distrikte aufgelöst. Das Gebiet wurde zum Tharaka-Nithi County umgewandelt.

## Topografie und Geologie
Der Meru South District erstreckte sich über vom Mount-Kenya-Massiv mit 5200 m über dem Meeresspiegel bis ins Flachland, das noch 600 m über dem Meeresspiegel lag. Durch den Bezirk flossen die Flüsse Thuchi, Ruguti, Tungu, Nithi, South Mara, North Mara und Mutonga, die alle in den Tana münden. Die Böden im Hochland waren größtenteils vulkanischen Ursprungs. Die Hügelketten boten vor allem Nitisol und Andosol, im Flachland fand man hauptsächlich Cambisol und Regosol.

## Wirtschaft
Auf dem roten Lehmboden im District wurden vor allem Kaffeebohnen und Tee angebaut. Die Viehzucht konzentrierte sich auf Milchvieh. Für den Eigenbedarf wurden hauptsächlich Mais, Bohnen, Hirse, Sorghum und Saubohnen angepflanzt.
An den permanent wasserführenden Flüssen hatte sich eine kleine Fischfangindustrie etabliert. Diese konzentrierte sich auf den Fang von Afrikanischen Raubwelsen, Forellen, Karpfen und Tilapia.

## Gesundheitswesen
Den Einwohnern standen im Jahr 2007 insgesamt 54 Einrichtungen des Gesundheitswesens zur Verfügung, davon fünf Krankenhäuser. Auf einen Arzt kamen im Jahr 2004 1300 Patienten. Die häufigsten Erkrankungen im Meru South District waren Atemwegsinfektionen, Wurmerkrankungen und Malaria. Die HIV-Prävalenz lag im Jahr 2007 bei 30 %.
Statistische Erhebungen im Jahr 2004 ergaben eine Kindersterblichkeit im Meru South District von 7,64 %, die Neugeborenensterblichkeit lag bei 14,3 %, während 8,7 % der Kinder noch vor ihrem 5. Geburtstag verstarben. Die Müttersterblichkeit wurde mit 12,4 % beziffert.

## Infrastruktur
Im Meru South District gab es im Jahr 2007 nur eine asphaltierte Straße, die knapp 35 km lange B6 von Thuci nach Nkubu. Fünf Postämter und 86 Telefonzellen waren über den Bezirk verteilt. 2007 verfügten 764 private Haushalte über einen Telefonanschluss. Mit jeweils einer Zweigstelle der Co-operative Bank of Kenya, der Equity Bank und der Kenya Commercial Bank standen den Einwohnern im Jahr 2007 drei Bankfilialen zur Verfügung. Im Jahr 1999 waren 900 Haushalte an die Stromversorgung angeschlossen, 94 % der Einwohner gewannen die benötigte Energie aus Holz und Kohle. 2007 verfügte der Distrikt über zwei kleine Wasserkraftwerke zur Stromerzeugung.
Im Jahr 2007 verfügte der Distrikt über 272 Vorschuleinrichtungen, 230 Primary Schools, 70 Secondary Schools und fünf Einrichtungen der Höheren Bildung. Die Einschulungsrate lag bei 83 %.

## Tourismus
Die Tourismusindustrie war auf Bergsteiger und Ökotouristen am Mount-Kenya-Massiv konzentriert. 2005 gab es drei Touristenhotels im Distrikt.

## Fauna
Neben Elefanten, Leoparden, Riesenwaldschweinen und Zebras leben vor allem im Mount Kenya Forest Steinböckchen, Buschböcke, Bergriedböcke, Pinselohrschweine, Elenantilopen, Weißkehlmeerkatzen, Schwarz-weiße Stummelaffen und Anubispaviane. Selten gewordene Tiere im Meru South District waren Bongos und Spitzmaulnashörner. Als gefährdet galt die Elefantenpopulation.